# Статевий диморфізм

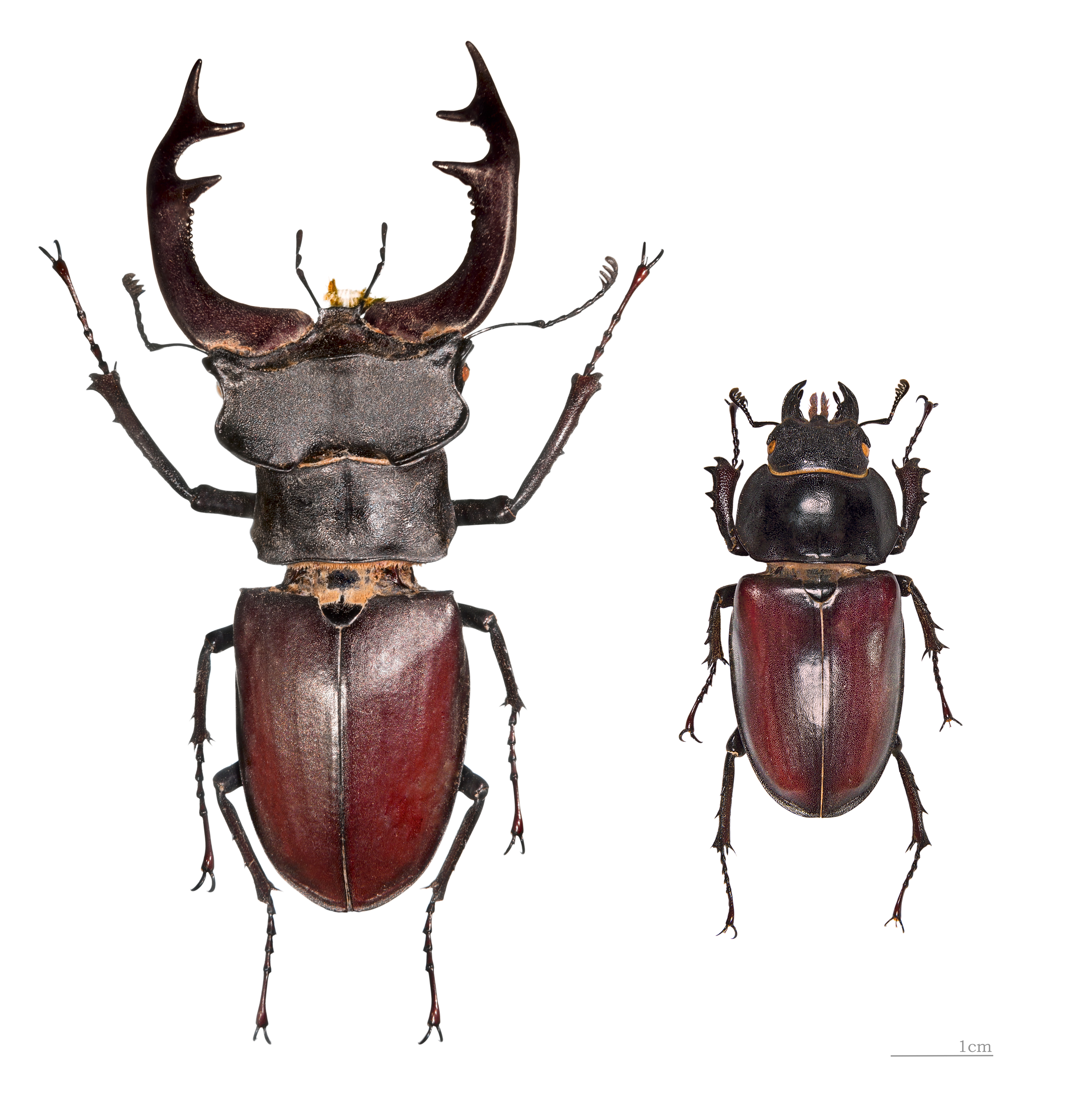
Статевий диморфізм у жука-оленя. Ліворуч самець, праворуч самиця

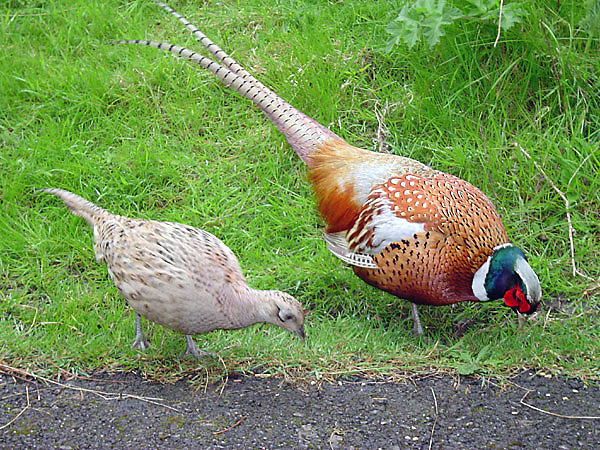
Самиця (зліва) і самець фазанів

Стате́вий диморфі́зм (від лат. di — два, morphe — форма) — анатомічні відмінності між самцями і самицями одного і того ж біологічного виду, не враховуючи статевих органів. Статевий диморфізм може проявлятися в різних фізичних ознаках, наприклад:
- Розмір. У ссавців і багатьох видів птахів самці більші і важчі, ніж самиці. У земноводних і членистоногих самиці, як правило, більші за самців.

- Волосяний по́крив. Борода у людини, грива у левів або бабуїнів

- Забарвлення. Колір пір'я у птахів, особливо у качиних.

- Шкіра. Характерні нарости або додаткові утворення, такі, як роги у оленевих, гребінець у півнів, або жіночі груди людини.

- Зуби. Бивні у самців індійських слонів, більші ікла у самців моржів і кабанів.

Диморфізм дуже сильний серед деяких груп комах, особливо суспільних.
Деякі тварини, перш за все риби, демонструють статевий диморфізм тільки під час спарювання. Згідно з однією з теорій, статевий диморфізм виражений тим більше, чим більш різняться внески обох статей у догляд за потомством. Також він є показником рівня полігамії.

## Загальна характеристика

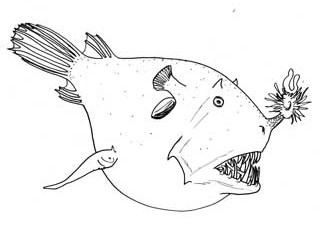
Самиця Borophryne apogon з крихітним самцем-паразитом на ній

Статевий диморфізм — загальнобіологічне явище, досить поширене серед різностатевих тварин і рослин. В деяких випадках статевий диморфізм проявляється у розвитку таких ознак, які явно шкідливі для їх володарів і знижують їх життєздатність. Такі, наприклад, прикраси і яскраве забарвлення самців у багатьох птахів, довге хвостове пір'я самця райського птаха, лірохвоста, що заважають при польоті. Гучні крики і спів, різкі запахи самців або самиць також можуть привернути увагу хижаків і ставлять їх в небезпечне становище. Розвиток таких ознак здавався нез'ясовним з позицій природного відбору. Для їх пояснення у 1871 р. Чарльз Дарвін запропонував теорію статевого відбору. Вона викликала суперечки ще в часи Дарвіна. Неодноразово висловлювалася думка, що це найслабше місце дарвінівського вчення.
Слабкість Дарвінівської теорії, що трактує статевий диморфізм як наслідок статевого відбору, є результатом методологічної помилки: широке явище не можна трактувати як наслідок вузького механізму. Теорія завжди повинна бути ширшою за трактоване явище.
З погляду еволюційної теорії статі статевий диморфізм розглядають як наслідок асинхронної еволюції статі. Отже, статевий диморфізм виникає тільки по еволюціонуючих ознаках. Це еволюційна «дистанція» між ста́тями, яка з'являється з початком еволюції ознаки і зникає з її кінцем. Відповідно, статевий диморфізм може бути наслідком будь-якого виду відбору, а не тільки статевого, як вважав Дарвін.
У вудильникоподібних риб спостерігається радикальний статевий диморфізм. Самці можуть бути в 60 разів менші за самиць. Вони не здатні харчуватися самостійно, тому з'єднують свою кровоносну систему з нижньою частиною самки, паразитуючи на ній. Після такого поєднання у самця атрофуються інші органи окрім сім'яних залоз, які самиця використовує для запліднення.

## Форми статевого диморфізму
Репродуктивний — це постійний диморфізм первинних і вторинних статевих ознак, різних у чоловічої і жіночої статей, і, що має пряме відношення до розмноження (гамети, гонади, геніталії, молочні залози, борода людини, грива лева, шпори півня тощо). Це фундаментальні видові ознаки, гени яких повинні бути загальними для двох статей. А оскільки по загальних генах не може бути генотипного статевого диморфізму, то репродуктивний статевий диморфізм — гормональний, тобто фенотипічний. Його призначення — задати програми двох статей.
Модифікаційний — тимчасовий, у межах онтогенезу. Він виникає в результаті змін жіночої статі, що має ширшу норму реакції. Він передує еволюції будь-якої ознаки, і чим ширша норма реакції ознаки, тим більше може бути статевий диморфізм по ньому. Призначення модифікаційного статевого диморфізму — захист жіночої статі від дії відбору, поки не з'являться нові гени, перевірені в чоловічому геномі. Приклад такого диморфізму — адаптація жінок арктичних популяцій: товстий жировий шар, короткі ноги, висока мінералізація скелета.
Еволюційний — генотипний, виникає при еволюції будь-якої ознаки, в результаті випереджаючої зміни чоловічого геному. Вектор еволюційного статевого диморфізму збігається з напрямом еволюції ознаки — від жіночої форми до чоловічої.

## Статевий диморфізм і еволюція ознаки
Статевий диморфізм тісно пов'язаний з еволюцією ознаки: вона відсутня або мінімальна для стабільних, нееволюціонуючих ознак і максимальний для ознак «на еволюційному марші». Він повинен бути чітко виражений по філогенетично молодим (що еволюціонує) ознакам.

## Статевий диморфізм і репродуктивна структура популяції
Статевий диморфізм повинен бути пов'язаний з репродуктивною структурою популяції: у строгих моногамів він мінімальний, оскільки моногами використовують спеціалізацію статей тільки на рівні організму, але не популяції, а у панміктних видів і полігамів, що повніше використовують переваги диференції, він зростає зі зростанням ступеня полігамії.

## Реверсія статевого диморфізму при поліандрії
Поліандрія, при якій самиця злучається з декількома самцями, тобто має ширший «перетин каналу» передачі генетичної інформації потомству, ніж самець, зустрічається у безхребетних риб птахів ссавців. При цьому часто спостерігається реверсія статевого диморфізму (самиці більші за самців, яскравіше забарвлені, самці будують гніздо, насиджують яйця і піклуються про виводок, відсутня боротьба за самицю).

## Статевий диморфізм у людей
| Pioneer plaque |               |
| Male pelvis | Female pelvis |
| - Зверху: стилізоване зображення людських постатей на пластинці Піонера-10, чоловіча зліва, жіноча справа. - Нижче: порівняння таза: чоловічого (зліва) і жіночого (справа). |               |

У людей статевий диморфізм незначний у період немовляти (при народженні щодо вимірів тіла, разом з вагою становить бл. 2-3 %), виразніший у дошкільному та шкільному віці, стає виразнішим у період дозрівання, а у дорослих людей диморфізм доходить до 8 %. Насамперед його складає більший зріст у чоловіків, більша окружність таза в жінок і похиліше розташування кульшової западини в дівчат; більша окружність плечового пояса та довші кінцівки у хлопців, більші молочні залози і більший підшкірний жировий шар у дівчат (головним чином на стегнах та сідницях), різниця у черепній будові та фізичній вправності:
тип суто чоловічий:
- більший череп
  - череп характеризують виразисті місця прикріплення м'язів,
  - випнуті брови,
  - більш похилене чоло,
  - нижчі очниці,
  - більш вивернуті назовні кути підборіддя,
  - більша щелепа, підборіддя та зуби
- сильна будова верхніх частин тіла,
- сильна шия, плечовий пояс і грудна клітка,
- діафрагмовий спосіб вентиляції легенів,
- вузькі стегна,
- більша розбіжність ніг між колінними суглобами,
- менші можливості рухів суглобів,
- більша волосатість тіла:
  - волосся на верхній губі, на підборідді,
  - часто на грудях, животі, передпліччях і гомілках, деколи також на руках, стегнах, сідницях, плечах,
  - для волосся голови типовими є кути чола та два бічні пасма волосся, які сходять до потилиці,
- жирова тканина нагромаджується головним чином навколо плечового пояса,
- низька тональність голосу,
- швидший обмін речовин,
- більша фізична витривалість;

тип суто жіночий:
- менші розміри і легші кістки,
- менший зріст,
- довгий відносно кінцівок тулуб,
- слабша — делікатніша будова скелета,
- менший череп,
- брак заросту обличчя,
- волосся й очі трохи більш пігментовані,
- більш S-подібна ключиця,
- вузькі плечі,
- дещо довші перші 2 ребра,
- через репродуктивні функції грудна клітка бочкуватіша, вище розташована діафрагма,
- серце розташоване більш поперечно,
- менша гортань, печінка, нирки, серце, легені,
- грудний дихальний шлях,
- менша талія,
- коротший, ширший таз, широкі стегна,
- ширший і коротший сечовий міхур,
- трикутна форма волосся на лобку,
- тенденція до кривості нижніх кінцівок,
- заокруглені форми,
- значніші жирові відклади,
- жирова тканина нагромаджується головним чином навколо стегон, характерний целюліт
- шкіра тонша, блідіша,
- більші можливості рухів суглобів,
- нижче розташований центр ваги тіла,
- менша сила м'язів,
- менший кров'яний тиск,
- менші потреби в їжі,
- більша тривалість життя.